# アルカジー・グカシャン
アルカジー・グカシャン（アルメニア語: Արկադի Ղուկասյա、1957年6月22日 - ）は、事実上独立したアルツァフ共和国（かつてはナゴルノ・カラバフとも呼ばれた）の政治家。初代外相および第2代大統領を務めた。

## 経歴
1957年6月22日にアゼルバイジャン・ソビエト社会主義共和国領内ナゴルノ・カラバフ自治州の州都ステパナケルトに生まれ、1979年にエレバン国立大学のロシア語・文学部を卒業した。1981年から『ソヴェタカン・カラバフ』紙の副編集長となり、翌1990年1月にバクーで発生したアルメニア人襲撃事件（バクー事件）についての告発記事を発表したことにより当局に拘束された。そして、その後も幾度となく自宅軟禁に処せられた。
1992年に招集された第1期「ナゴルノ・カラバフ共和国」議会に代議員として選出された。同年9月には国家防衛委員会議長顧問に任命され、OSCEミンスク・グループの調停のもと、ナゴルノ・カラバフ戦争停戦交渉のナゴルノ・カラバフ共和国側代表として働いた。1993年7月にナゴルノ・カラバフ共和国外務省が創設されると、その初代外務相となった。
1997年9月の大統領選挙においては無所属で立候補し、89.31パーセントの投票を得て大統領に選出され、同月8日に就任した。同時にナゴルノ・カラバフ国防軍司令官および国家保安庁長官にも就任し、さらに2002年8月11日の選挙でも、88.95パーセントの得票率で大統領に再選された。しかし、同年3月22日には、かねてから対立関係にあった元国防相のサムヴェル・ババヤンが企てた暗殺未遂事件によって負傷した。さらに同年12月には、アゼルバイジャン外相のヴィラヤト・グリエフが、グカシャンを「アゼルバイジャンからの分離独立主義者」として国際手配する考えを明らかにしている。
2006年12月にナゴルノ・カラバフ共和国憲法は改正され、以降の大統領の3選は禁じられた。憲法改正以前から大統領であったグカシャンにはこの3選禁止規定は適用されておらず、また3期目を望む国民の声も多かった。しかし、グカシャンはナゴルノ・カラバフが民主国家であるという印象を国際社会に持たせるため、次期大統領選挙への出馬を辞退した。2007年9月7日、大統領職は国家安全保障局長官であったバコ・サハキャンへと譲られた。
2023年9月19日にアゼルバイジャンがアルツァフに対して軍事作戦を行い、アルツァフはわずか1日で降伏。10月1日、アゼルバイジャン当局はアルツァフ指導者層300人を国際指名手配し、グカシャンら大統領経験者3人は10月3日までにアゼルバイジャン国家保安局によって身柄を拘束され、首都バクーに移送された。